# 宋永端
宋永端（1962年6月—），男，重庆长寿人，中国人工智能领域专家，重庆大学自动化学院教授。主要从事机器人及智能系统、控制理论与控制工程的研究工作。

## 生平
1983年毕业于成都科技大学电气工程专业，获工学学士学位。1986年毕业于重庆大学电气工程专业，获工学硕士学位。1987年开始在北京航空航天大学攻读博士学位。1992年获美国田纳西理工大学电气及计算机工程博士学位。2008年作为“千人计划”首批人选，回国担任北京交通大学电子信息工程学院教授。2011年担任电子科技大学能源科学与工程学院院长。2012年开始担任重庆大学自动化学院院长。2019年当选国际欧亚科学院院士、IEEE Fellow。2020年当选中国自动化学会会士。

## 荣誉
- 第七届“中国侨界贡献奖”一等奖（2018年）[4]